# Marina Rinaldi

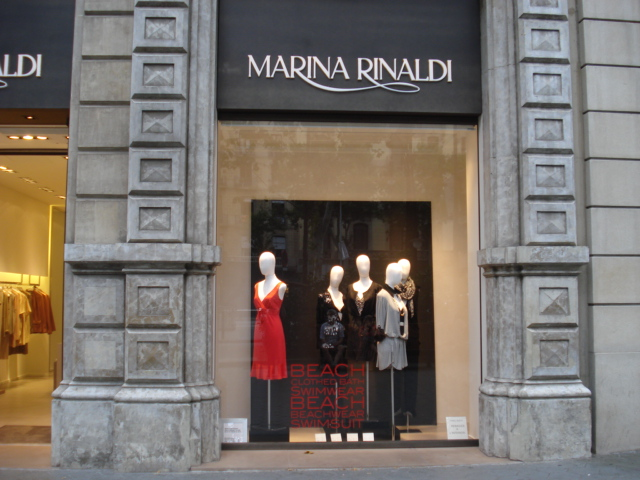
Eine Marina-Rinaldi-Filiale

Marina Rinaldi ist ein italienisches Modehaus, das auf die Kreation weiblicher Kleidungsstücke über Größe 42 spezialisiert ist und zur Holding-Gesellschaft Max Mara Fashion Group gehört. Im Jahr 2012 erwirtschaftete die Marke 165 Mio. EUR Umsatz.

## Geschichte
Die Marke Marina Rinaldi entstand im Jahre 1980 und erhielt ihren Namen von der Urgroßmutter des Gründungspräsidenten der Max Mara Fashion Group, Achille Maramotti, die am Ende des 19. Jahrhunderts ein Schneideratelier in der Stadt Reggio nell’Emilia leitete. Das Bezugssegment der Marke ist das der bequemen Größen.
In den 1990er Jahren beschloss Marina Rinaldi, seinen Lifestyle in einem Fashion-Magazin zu präsentieren, das wie ein etabliertes Modemagazin erscheint. So entstand 1991 MR Characters, das Hausorgan der Marke, das den Bedürfnissen kurviger Frauen gewidmet ist. Die erste Ausgabe dieser kostenlosen, halbjährlich erscheinenden Zeitschrift wurde im Jahr 1992 weltweit verteilt und ins Englische, Französische und Spanische übersetzt.